# Elephant (album)
Elephant je čtvrté album rockového dua The White Stripes, bylo vydáno 1. dubna 2003. Jejich písně stojí na pevných bluesových a rock and rollových základech. Při nahrávání desky nebyly použity moderní digitální technologie, ale staré analogové nástroje. Tím bylo dosaženo autentičnosti a živelnosti projevu. The White Stripes nehrají stále stejné žánrové styly, ale jejich skladby jsou proměnlivé. Od vypalovaček „Black Math“, „The Air Near My Fingers“ a „Girl, You Have No Faith in a Medicine“ přes známou hitovku „Seven Nation Army“ až po křehkou „“You've Got Her in Your Pocket“. Na tomto albu zpívá Meg White písničku „In the Cold, Cold Night“ a Holly Golightly v duetu s Jackem Whitem „It's True That We Love One Another“.

## Seznam skladeb
1. „Seven Nation Army“
2. „Black Math“
3. „There's No Home for You Here“
4. „I Just Don't Know What to Do with Myself“
5. „In the Cold, Cold Night“
6. „I Want to Be the Boy to Warm Your Mother's Heart“
7. „You've Got Her in Your Pocket“
8. „Ball and Biscuit“
9. „The Hardest Button to Button“
10. „Little Acorns“
11. „Hypnotize“
12. „The Air Near My Finger“
13. „Girl, You Have No Faith in Medicine“
14. „It's True That We Love One Another“